# Västerås SK BK

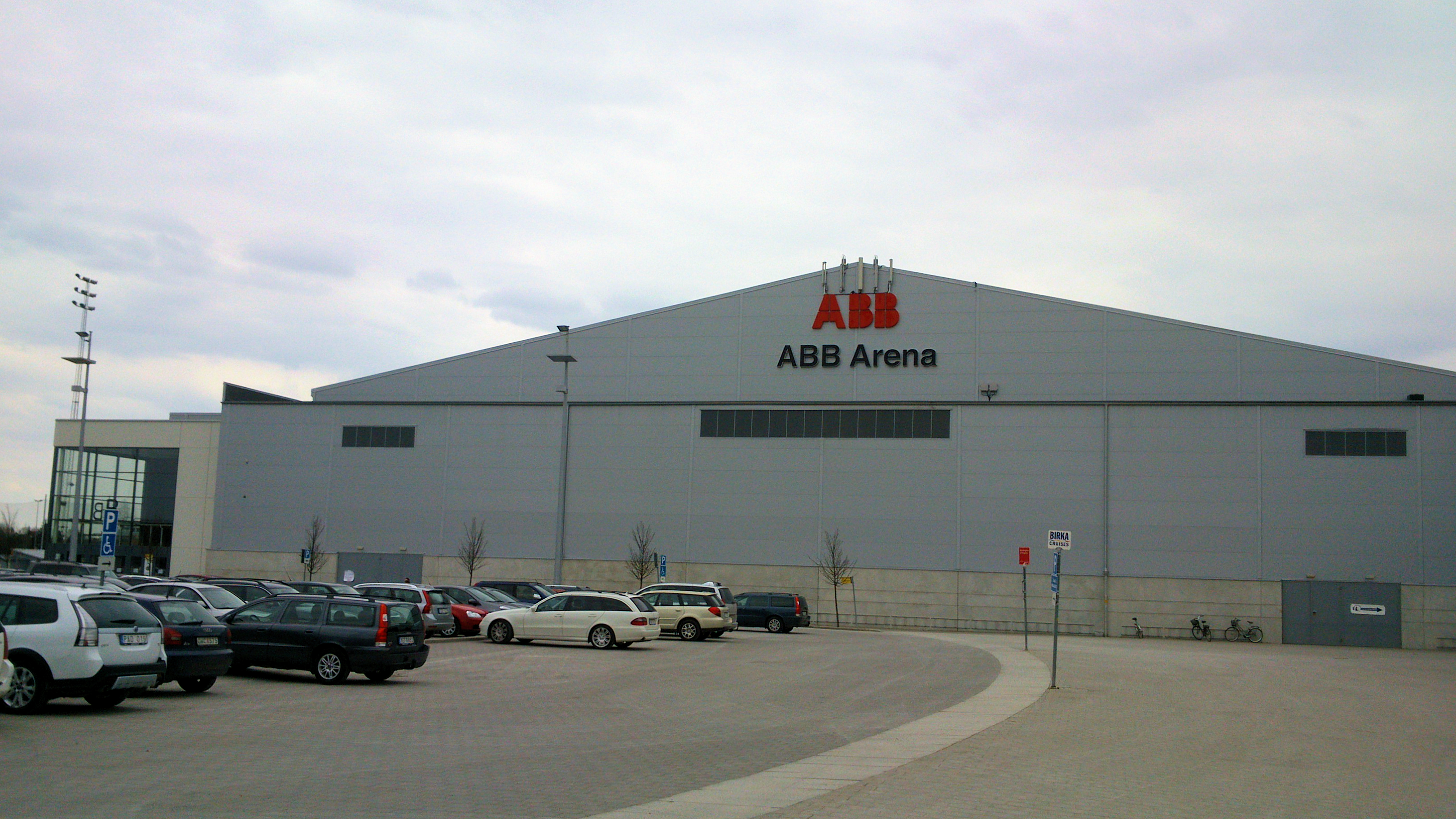
ABB Arena Syd, Hemmaarena för VSK Bandy.

Västerås SK Bandyklubb, VSK Bandy, är Sveriges mest framgångsrika bandyförening på herrsidan och Sveriges största bandyförening gällande antal bandyspelande flickor/damer. A-lagen (dam och herr) spelar sina hemmamatcher i ABB Arena Syd som ligger på Rocklunda IP:s område. Västerås SK har spelat 38 SM-finaler i bandy för herrar exklusive två omspel. Klubben har blivit svenska mästare i bandy för herrar 21 gånger "mesta mästarna" inom svensk herrbandy. Den första SM-finalen spelades 1922 och förlorades med 2-3 mot IK Sirius. Första SM-titeln vanns året därpå då man besegrade IF Linnéa med 2-1. Säsongen 2022/2023 vann man sin 21:a SM-titel, då man slog Villa Lidköping BK med 3-2 efter förlängning på Studenternas IP i Uppsala.
På damsidan har man spelat sju finaler, senast 2025 som man dessutom vann. I och med SM-guldet 2020 var den så kallade trippeln klar då laget vunnit Svenska Cupen, World Cup och SM under en och samma säsong. Det är damlaget ensamma om att ha klarat av. 

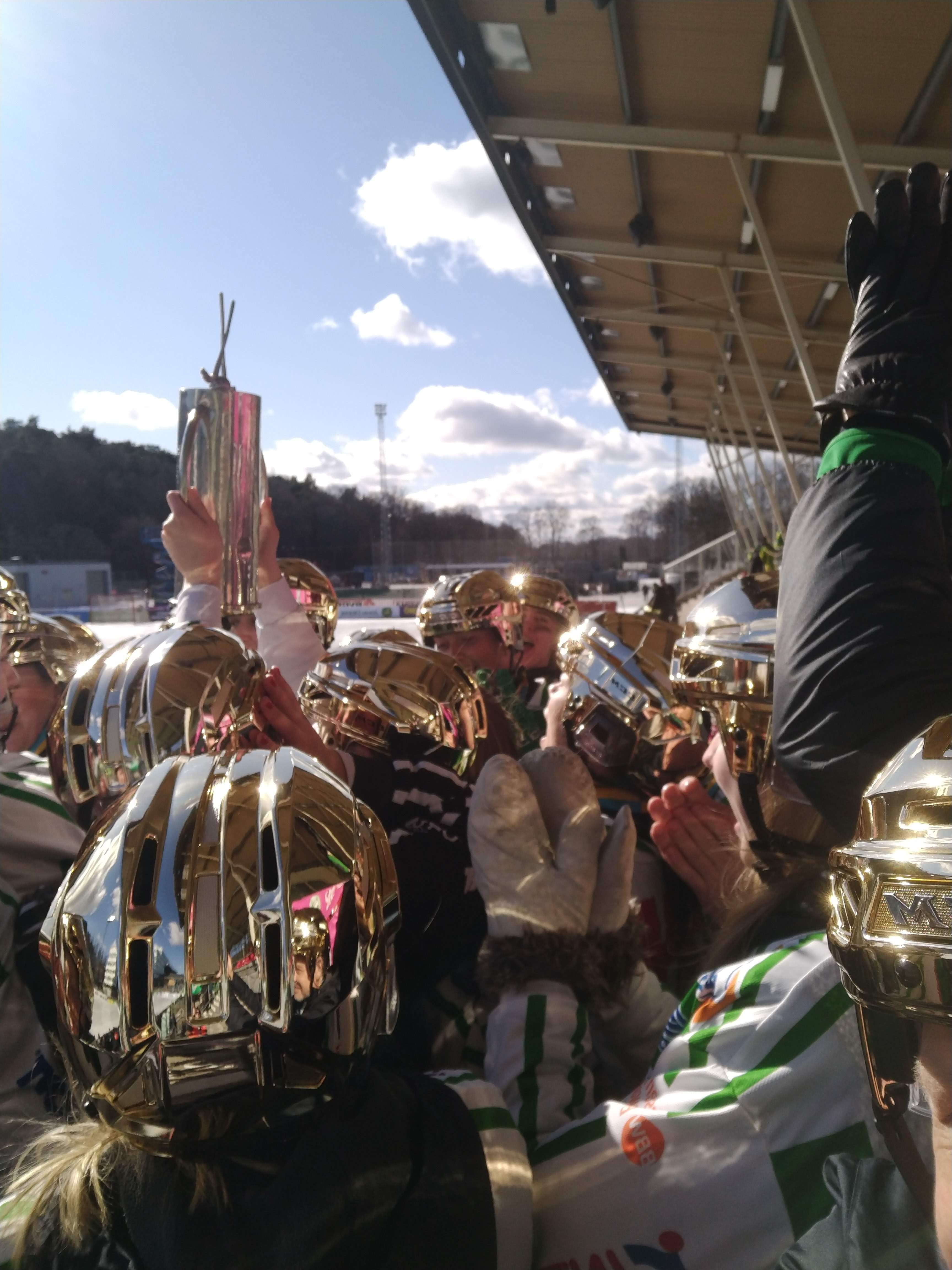
VSK Bandy är svenska mästare 2020. Laget höjer segerpokalen efter finalen som vanns mot Skutskär med 4-3.

Västerås SK Bandyklubb har en stor och mycket aktiv ungdomsverksamhet med ca 450 barn och ungdomar i olika åldersgrupper antingen i olika lag eller i den föredömliga bandyskolan som varje säsong lockar många knattar att börja med bandy.

## Historia
Västerås Sportklubb, i folkmun VSK, Sportklubben eller Grönvitt, bildades den 29 januari 1904 i dåvarande Folkets Hus, numera kallat Blåsbogården, i Västerås. Detta skedde av en grupp ungdomar på initiativ av den blott 17-årige Krispin Svärd.
Västerås SK började spela bandy under säsongen 1904/1905, först med trätrissa vilket ledde till problem då man mötte IFK Köping, som spelade med träklot, och förlorade. Man tränade på sin bana nere på Mälarens sjöis och 1906 tog klubben upp bandy officiellt. 1906 slog man i distriktsmästerskapsfinalen, som första lag från Västmanland, IFK Köping med 6-0 men diskvalificerades då man använt sig av några nytillkomna spelare som tidigare blivit utslagna med läroverkets lag. 1907 förlorade man även mot Djurgårdens IF Bandyförening med 0-5.
Västerås SK deltog i svenska mästerskapet 1907, turneringens första upplaga, där man förlorade med 0-14 i semifinalen mot IFK Uppsala. Vid Midvinterfesten i mars 1907 mötte Västerås SK för första gången IFK Västerås i bandy och vann med 1-0 utanför Westerås skridskoklubbs klubbstuga.
Till 1907 års distriktsmästerskap för Västmanland och Närke hade man anmält ett lag och man försökte även anmäla reservlaget, i IFK Västerås namn, men fick nej. 1919 fick man ja på samma förfrågan och IFK Västerås stod som förlorare utan att ha spelat.
Vid svenska mästerskapet 1908 förlorade man med 0-13 mot IFK Uppsala på Djurgårdsbrunnsviken.
1908 vann Västerås SK sin första DM-titel i bandy, då man slog IFK Örebro med 3-1 i Västmanland-Nerikes distriktsmästerskap. Örebro SK och IFK Västerås möttes 1909 och 1910 och delade på distriktsmästerskapsvinsterna, men därefter radade Västerås SK upp en svit på 16 raka distriktsmästerskapstitlar. Åtta av Västerås SK:s distriktsmästerskapssegrar vanns med tvåsiffrigt resultat, den största var 20-0 mot IFK Arboga 1920. Sviten bröts då Örebro BK hemmavann med 2-1 den 26 februari 1928, då Västerås SK hade fem spelare uttagna till svenska landslaget som mötte Finland samma dag. 1929 blev Västerås SK återigen distriktsmästare, då man i finalen bortaslog Örebro SK med 6-1.
1920 fick Västerås SK, med ordförande E. A. "Tjocka Lasse" Larsson som pådrivande, sin första landisbana.
Vid svenska mästerskapet 1921 spelade man kvartsfinal mot IFK Uppsala och ledde med 3-2 i halvtid, för att därefter tappa till 3-7 innan man började reducera för att till slut förlora matchen med 6-7. I svenska mästerskapet 1922 slog man IK Vesta med 9-0 innan man i kvartsfinalen slog IFK Uppsala med 6-3 sedan Manne Johansson slagit in fyra mål bakom IFK Uppsalas målvakt Sven "Sleven" Säfwenberg. I semifinalen mot IF Linnéa blev det 3-3 och förlängning, där Västerås SK vann med 6-3. I SM-finalen på Stockholms stadion, dit supportrar reste med tåg för att heja fram sitt lag, förlorade Västerås SK med 2-3 mot IK Sirius.
1923, samma år som VSK tog sin första SM-titel på herrsidan, tog Törnbloms båtbyggeri upp tillverkning av bandyklubbor på sitt program, och deras så kallade "VSK-klubba" var 1924, efter två års produktion uppe i 10 000 klubbor.
Då Sverige införde nationellt seriespel i bandy 1931 fanns Västerås SK med i Division I norra. På grund av ortens geografiska läge flyttades man ofta mellan norr- och södergruppen men vid de tillfällen centralgrupper funnits har man fått spela där.
Västerås SK:s publikrekord, 11 231 betalande åskådare, sattes på Arosvallen under matchen Västerås SK-IFK Uppsala (1-5) den 18 februari 1934 i Division I norra, samtida världsrekord för bandypublik.
2016 tog VSK Bandy sitt 20:e SM-guld på herrsidan, och 2023 tog herrlaget sitt 21:a SM-guld.
2019 blev VSK Bandy för första gången SM-segrare på damsidan. Samma år vann man både Svenska Cupen och World Cup. Senare samma säsong(2019/2020) vann man även sin andra raka SM-titel och gjorde något som inget annat lag gjort i svensk bandy, vann samtliga titlar under ett och samma år samt alla titlar under en och samma säsong. 
Året efter vann man SM-titeln igen efter en osannolik vändning där man låg under med 1-3 med 8 minuter kvar men vänder och vinner med 4-3. Säsongen 2024/2025 gjorde man om bedriften att vinna allt under en och samma säong, med undantag för World Cup som inte spelats sedan 2019, genom att vinna Svenska Cupen, Serieseger i Elitserien samt SM-Guld.

## Kända spelare
- Anders Östling
- Andreas Bergwall
- Charlotte Selbekk
- Christer "Kaka" Karlsson
- Daniel Kjörling
- Ellen Spång
- Erica Persson
- Gunnar Hyttse
- Hans Elis Johansson
- Henry Engström
- Henry Olsson
- Johan Esplund
- Linda Lohiniva
- Malin Hedfors
- Malin Persson
- Matilda Plan
- Matz Allan Johansson
- Michael Carlsson
- Ola Fredriksson (VB)
- Ola Johansson
- Per Fosshaug
- Pontus Widén
- Rinat Sjamsutov
- Samuli Niskanen
- Stefan "Lillis" Jonsson
- Sören Boström
- Ted Andersson
- Torbjörn "Tobbe" Ek
- Ulrika Fröberg

## Resultat genom tiderna för herrlaget

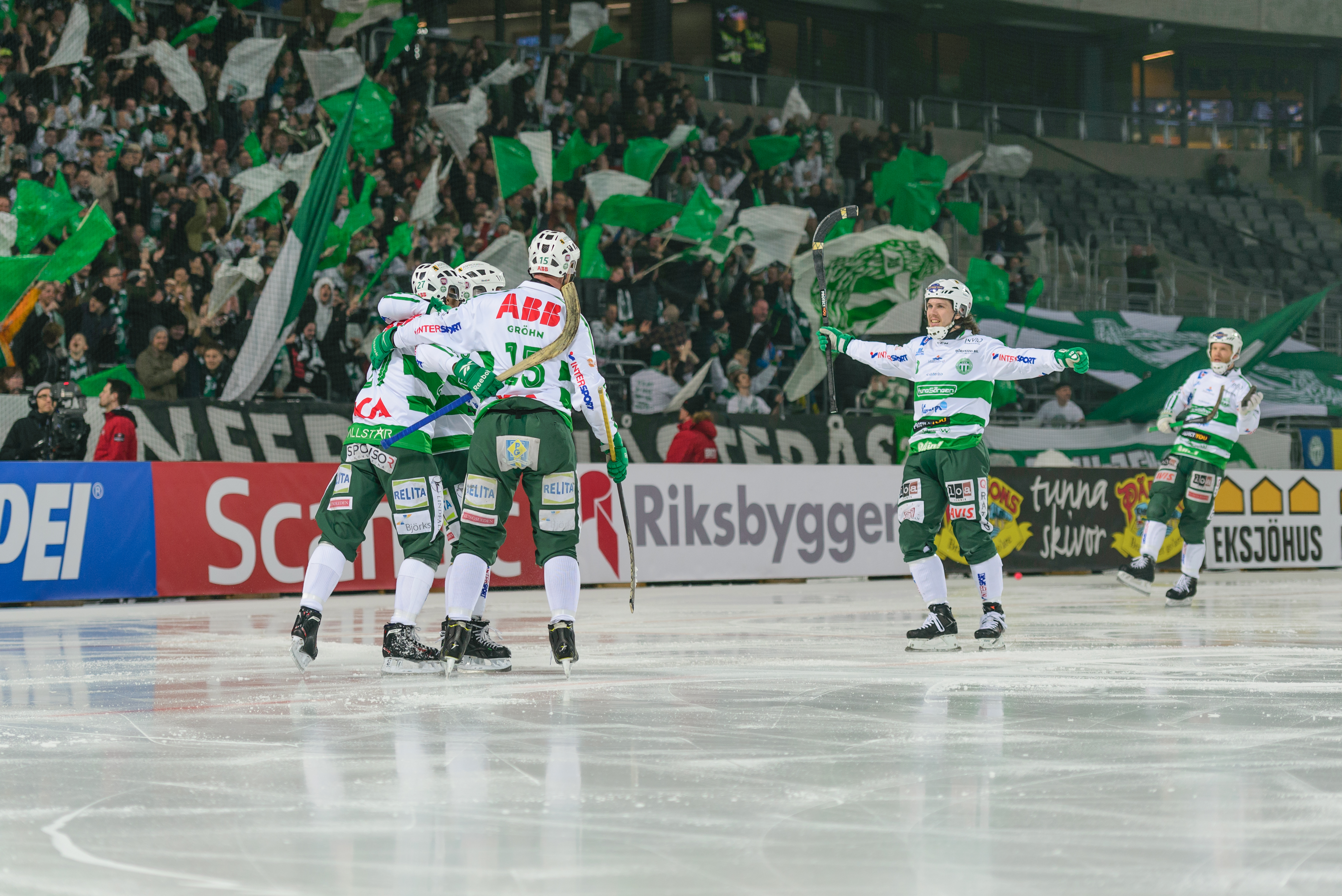
Måljubel i SM-finalen 2015 där Västerås besegrade Sandviken med 6-4.

| Säsong    | Tabellplacering                  | Övrigt                                           |
| --------- | -------------------------------- | ------------------------------------------------ |
| 1921      | Svenska mästerskapet             | Kvartsfinalist                                   |
| 1922      | Svenska mästerskapet             | Finalist                                         |
| 1923      | Svenska mästerskapet             | Segrare                                          |
| 1924      | Svenska mästerskapet             | Segrare                                          |
| 1925      | Svenska mästerskapet             | Finalist                                         |
| 1926      | Svenska mästerskapet             | Segrare                                          |
| 1927      | Svenska mästerskapet             | Finalist                                         |
| 1928      | Svenska mästerskapet             | Kvartsfinalist                                   |
| 1929      | Svenska mästerskapet             | Finalist                                         |
| 1930      | Sexlagsserien                    | 1:a                                              |
| 1931      | 2:a i Division I norra           | SM-semifinalist                                  |
| 1932      | 1:a i Division I norra           | SM-finalist                                      |
| 1933      | 1:a i Division I A               | SM-semifinalist                                  |
| 1934      | 2:a i Division I norra           |                                                  |
| 1935      | 1:a i Division I norra           | SM-finalist                                      |
| 1936      | 1:a i Division I norra           | SM-finalist                                      |
| 1937      | 1:a i Division I A               | SM-semifinalist                                  |
| 1938      | 2:a i Division I norra           |                                                  |
| 1939      | 5:a i Division I norra           |                                                  |
| 1940      | 1:a i Division I B               | SM-semifinalist                                  |
| 1941      | 2:a i Division I B               |                                                  |
| 1942      | 1:a i Division I B               | SM-segrare                                       |
| 1943      | 1:a i Division I södra           | SM-segrare                                       |
| 1944      | 1:a i Division I södra           | SM-finalist                                      |
| 1945      | 3:a i Division I södra           |                                                  |
| 1946      | 1:a i Division I södra           | SM-finalist                                      |
| 1947      | 1:a i Division I södra           | SM-finalist                                      |
| 1948      | 1:a i Division I södra           | SM-segrare                                       |
| 1949      | 3:a i Division I södra           |                                                  |
| 1950      | 1:a i Division I södra           | SM-segrare                                       |
| 1951      | 2:a Division I södra             |                                                  |
| 1952      | 2:a Division I södra             |                                                  |
| 1953      | 6:a Division I södra             |                                                  |
| 1954      | 8:a Division I södra             | Nedflyttning                                     |
| 1955      | 2:a i Division II centrala       |                                                  |
| 1956      | 2:a i Division II centrala       | Uppflyttning                                     |
| 1957      | 7:a i Division I södra           | Undvek nedflyttning genom utökning av Division I |
| 1958      | 5:a Division I södra             |                                                  |
| 1959      | 1:a Division I södra             | SM-finalist                                      |
| 1960      | 1:a Division I norra             | SM-segrare                                       |
| 1961      | 3:a i Division I norra           |                                                  |
| 1962      | 3:a i Division I södra           |                                                  |
| 1963      | 6:a i Division I södra           |                                                  |
| 1963/1964 | 1:a i Division I centrala        | 2:a i slutspelsgrupp B                           |
| 1964/1965 | 3:a i Division I centrala        |                                                  |
| 1965/1966 | 6:a i Division I södra           |                                                  |
| 1966/1967 | 6:a i Division I södra           |                                                  |
| 1967/1968 | 5:a i Division I södra           |                                                  |
| 1968/1969 | 9:a i Division I norra           |                                                  |
| 1969/1970 | 10:a i Division I norra          | Nedflyttning                                     |
| 1970/1971 | 1:a i Division II norra Svealand | Uppflyttning                                     |
| 1971/1972 | 4:a i Division I södra           | SM-kvartsfinal                                   |
| 1972/1973 | 1:a i Division I södra           | SM-segrare                                       |
| 1973/1974 | 5:a i Division I södra           |                                                  |
| 1974/1975 | 7:a i Division I södra           |                                                  |
| 1975/1976 | 7:a i Division I södra           |                                                  |
| 1976/1977 | 7:a i Division I södra           |                                                  |
| 1977/1978 | 1:a i Division I södra           | SM-finalist                                      |
| 1978/1979 | 4:a i Division I södra           | SM-kvartsfinal                                   |
| 1979/1980 | 1:a i Division I södra           | SM-kvartsfinal                                   |
| 1980/1981 | 6:a i Division I norra           | SM-kvartsfinal                                   |
| 1981/1982 | 6:a i Allsvenskan norra          |                                                  |
| 1982/1983 | 6:a i Allsvenskan norra          |                                                  |
| 1983/1984 | 5:a i Allsvenskan norra          |                                                  |
| 1984/1985 | 3:a i Allsvenskan norra          | SM-kvartsfinal                                   |
| 1985/1986 | 3:a i Allsvenskan norra          | SM-kvartsfinal                                   |
| 1986/1987 | 2:a i Allsvenskan norra          | SM-kvartsfinal                                   |
| 1987/1988 | 1:a i Allsvenskan norra          | 6:a i Elitserien, SM-kvartsfinal                 |
| 1988/1989 | 1:a i Allsvenskan norra          | 1:a i Elitserien, SM-segrare                     |
| 1989/1990 | 3:a i Allsvenskan norra          | 4:a i Elitserien, SM-segrare                     |
| 1990/1991 | 1:a i Allsvenskan norra          | 2:a i Elitserien, SM-finalist                    |
| 1991/1992 | 1:a i Allsvenskan norra          | 5:a i Elitserien, SM-semifinal                   |
| 1992/1993 | 2:a i Allsvenskan norra          | 1:a i Elitserien, SM-segrare                     |
| 1993/1994 | 1:a i Allsvenskan norra          | 3:a i Elitserien, SM-segrare                     |
| 1994/1995 | 2:a i Allsvenskan norra          | 1:a i Elitserien, SM-semifinal                   |
| 1995/1996 | 2:a i Allsvenskan norra          | 1:a i Elitserien, SM-segrare                     |
| 1996/1997 | 2:a i Allsvenskan norra          | 2:a i Elitserien, SM-finalist                    |
| 1997/1998 | 1:a i Allsvenskan södra          | 1:a i Elitserien, SM-segrare                     |
| 1998/1999 | 2:a i Allsvenskan södra          | 5:a i Elitserien, SM-segrare                     |
| 1999/2000 | 2:a i Allsvenskan södra          | 3:a i Elitserien, SM-semifinal                   |
| 2000/2001 | 2:a i Allsvenskan södra          | 4:a i Elitserien, SM-segrare                     |
| 2001/2002 | 1:a i Allsvenskan södra          | 6:a i Elitserien, SM-finalist                    |
| 2002/2003 | 1:a i Allsvenskan södra          | 3:a i Elitserien, SM-kvartsfinal                 |
| 2003/2004 | 2:a i Allsvenskan södra          | 3:a i Elitserien, SM-semifinal                   |
| 2004/2005 | 3:a i Allsvenskan södra          | 2:a i Elitserien, SM-semifinal                   |
| 2005/2006 | 2:a i Allsvenskan södra          | 3:a i Elitserien, SM-semifinal                   |
| 2006/2007 | 2:a i Allsvenskan södra          | 1:a i Elitserien, SM-semifinal                   |
| 2007/2008 | 3:a i Elitserien                 | SM-semifinal                                     |
| 2008/2009 | 2:a i Elitserien                 | SM-segrare                                       |
| 2009/2010 | 6:a i Elitserien                 | SM-kvartsfinal                                   |
| 2010/2011 | 8:a i Elitserien                 | SM-kvartsfinal                                   |
| 2011/2012 | 4:a i Elitserien                 | SM-kvartsfinal                                   |
| 2012/2013 | 8:a i Elitserien                 | SM-kvartsfinal                                   |
| 2013/2014 | 4:a i Elitserien                 | SM-final                                         |
| 2014/2015 | 2:a i Elitserien                 | SM-segrare                                       |
| 2015/2016 | 1:a i Elitserien                 | SM-segrare                                       |
| 2016/2017 | 5:a i Elitserien                 | SM-kvartsfinal                                   |
| 2017/2018 | 4:a i Elitserien                 | SM-kvartsfinal                                   |
| 2018/2019 | 2:a i Elitserien                 | SM-final                                         |
| 2019/2020 | 4:a i Elitserien                 | SM-kvartsfinal                                   |
| 2020/2021 | 5:a i Elitserien                 | SM-kvartsfinal                                   |
| 2021/2022 | 4:a i Elitserien                 | SM-semifinal                                     |
| 2022/2023 | 2:a i Elitserien                 | SM-segrare                                       |
| 2023/2024 | 2:a i Elitserien                 | SM-final                                         |
| 2024/2025 | 5:a i Elitserien                 | SM-semifinal                                     |

## Resultat genom tiderna för damlaget

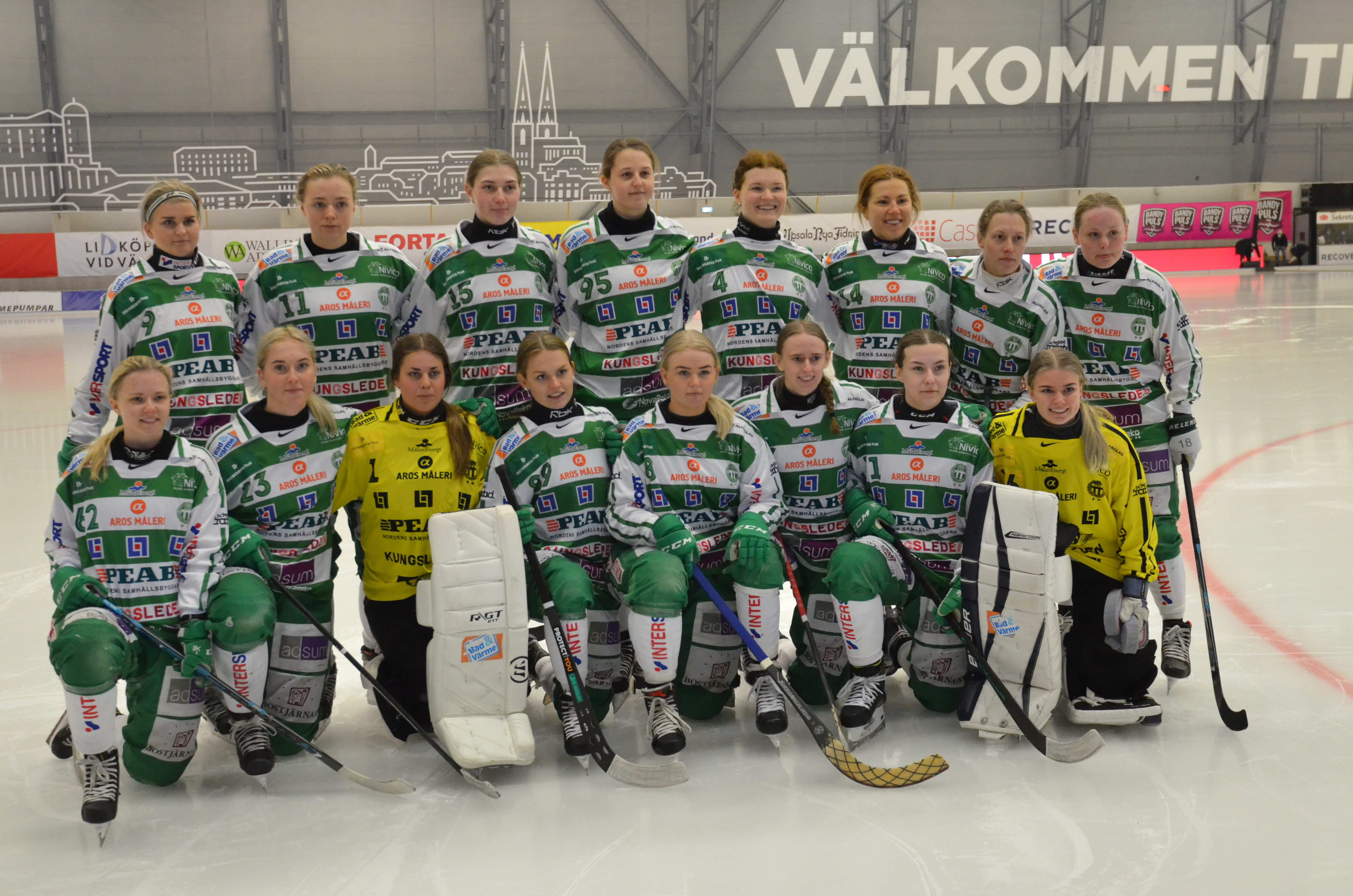
Damlaget uppställt inför SM-finalen mot Villa Lidköping BK i mars 2021.

Högsta serien har under åren bytt namn mellan Allsvenskan och Elitserien vilket gör statistiken svårläst. Dessutom saknas tillförlitlig statistik för vissa år.
| Säsong    | Tabellplacering         | Övrigt                    |
| --------- | ----------------------- | ------------------------- |
| 2001/2002 | 6:a i Allsvenskan       |                           |
| 2002/2003 | 6:a i Allsvenskan       |                           |
| 2003/2004 | 7:a i Allsvenskan       |                           |
| 2004/2005 | 8:a i Allsvenskan       | Nedflyttning              |
| 2010/2011 | 1:a i Allsvenskan       | Uppflyttning              |
| 2011/2012 | 6:a i Allsvenskan       |                           |
| 2012/2013 | 7:a i Allsvenskan       |                           |
| 2013/2014 | 2:a i Allsvenskan       | Uppflyttning              |
| 2014/2015 | Elitserien              | Norra Fortsättningsserien |
| 2015/2016 | 3:a i Elitserien        |                           |
| 2016/2017 | Seriesegrare Elitserien | SM-finalist               |
| 2017/2018 | 2:a i Elitserien        | SM-semifinal              |
| 2018/2019 | Seriesegrare Elitserien | SM-segrare                |
| 2019/2020 | Seriesegrare Elitserien | SM-segrare                |
| 2020/2021 | 2:a i Elitserien        | SM-finalist               |
| 2021/2022 | 3:a i Elitserien        | SM-semifinalist           |
| 2022/2023 | 2:a i Elitserien        | SM-finalist               |
| 2023/2024 | 2:a i Elitserien        | SM-finalist               |
| 2024/2025 | Seriesegrare Elitserien | SM-segrare                |